# Arthroleptides
Arthroleptides — небольшой род лягушек семейства Petropedetidae. Встречаются в горах Восточной Африки (Танзания, Кения и, вероятно, Уганда). Ранее включался в род Petropedetes, ареал которого после исключения Arthroleptides ограничен Центральной Африкой.
Виды Arthroleptides имеют отчетливую барабанную перепонку и не имеют наружных голосовых мешочков (резонаторов). У самцов есть бедренные железы, а в период размножения — колючие брачные мозоли. Головастики живут на мокрых камнях вне воды.

## Виды
Род включает 3 вида:
- Arthroleptides dutoiti Loveridge, 1935
- Arthroleptides martiensseni Nieden, 1911 "1910"
- Arthroleptides yakusini Channing, Moyer, and Howell, 2002

Кроме того, вероятно, существует один неописанный вид из гор Нгуру.